# Meteș
Meteș (veraltet Varnița; deutsch Meteschdorf, ungarisch Metesd) ist eine rumänische Gemeinde im Kreis Alba in der Region Siebenbürgen.

## Geographische Lage

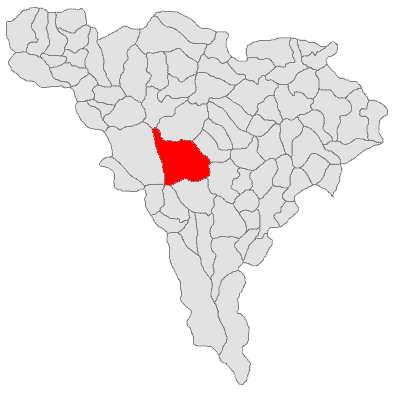
Lage der Gemeinde Meteș im Kreis Alba

Die Gemeinde Meteș dehnt sich mit ihren insgesamt 12 Dörfern im Süden des Trascău-Gebirges im Westen Siebenbürgens in einer hügligen Landschaft auf einer Fläche von 14.224 Hektar aus. Der Ort selbst liegt am Ampoi – einem rechten Zufluss des Mureș (Mieresch) – und am Drum național 74 (Zlatna–Alba Iulia), etwa 16 Kilometer westlich von der Kreishauptstadt Alba Iulia (Karlsburg) entfernt. Die 1895 in Betrieb genommene und 1984 auf Normalspur umgestellte Bahnstrecke Alba Iulia–Zlatna durchquert das Gebiet der Gemeinde.

## Geschichte
Auf dem Territorium der Gemeinde, im Norden des eingemeindeten Dorfes Ampoița (Ampoifluß), bei den drei großen Kalksteinfelsen – von den Einheimischen La Pietri oder Pietrele Gomnușei genannt – wurden archäologische Funde gemacht, die in Verbindung mit der Kupfersteinzeit gebracht wurden.
Der Ort wurde erstmals 1338 unter der ungarischen Bezeichnung Metesd erwähnt. Im Mittelalter war der Ort ein walachisches Hörigendorf. Während der Revolution von 1848 kam es auf dem Gebiet der Gemeinde (bei Presaca Ampoiului) zu Kämpfen zwischen den Truppen von Axente Sever und Einheiten des ungarischen Revolutionsheeres.
Die Bewohner von Meteș beschäftigten sich lange vorwiegend mit Landwirtschaft, besonders der Viehzucht.

## Bevölkerung
Bei der Volkszählung 1850 lebten auf dem Gebiet der heutigen Gemeinde 3066 Menschen. Davon waren 2993 Rumänen und 73 Roma. Die höchste Einwohnerzahl (4534) wurde 1941 erreicht, seither fiel die Bevölkerungszahl stetig. 2002 wurden 3181 Menschen gezählt; 3165 Rumänen, zwei Ungarn, fünf Deutsche, acht Roma und ein Ukrainer. Die höchste Anzahl der Rumänen (4527) wurde 1941, der Ungarn (49) 1910, der Deutschen (11) 1910 und die der Roma (171) 1956 ermittelt. Bei den Volkszählungen von 1880 und 1900 wurde je ein Slowake, 1900 vier, 1977 ein Serbe und 1900 ein Ukrainer registriert.

## Sehenswürdigkeiten
- Die Rumänisch-Orthodoxe Kirche Cuvioasa Paraschiva, 1780 errichtet, denkmalgeschützt.[9]
- Denkmal in der Ortsmitte für die Gefallenen des Ersten Weltkrieges
- Die Ruinen der Burg Tăuți beim Ort Tăuți (Ratzenhaus), 1276 durch Bischof Peter von Weißenburg auf einem 660 Meter hohen Berg errichtet,[6] steht unter Denkmalschutz.[9]
- Im eingemeindeten Dorf Presaca Ampoiului (Ober-Preßendorf), an der Nationalstraße DN 74, ein 1898 errichteter Obelisk soll an Ereignisse der Revolution 1848 erinnern und steht unter Denkmalschutz.[9]